# Zweckforschung
Der Begriff Zweckforschung wird grundsätzlich in zweifacher Hinsicht gebraucht.
Einerseits bedeutet Zweckforschung im Unterschied zur Grundlagenforschung die wissenschaftliche Erforschung einer konkreten Nutzanwendung auf speziellem Gebiet mit bekanntem Ziel (einer zu beantwortenden Frage). In diesem Sinne der Angewandten Forschung wird der Begriff wertneutral verwendet.
Andererseits bedeutet Zweckforschung im wissenschaftlichen Bereich auch Forschungstätigkeiten, die das Ziel verfolgen, eine zuvor aufgestellte These um fast jeden Preis zu bestätigen oder zu widerlegen und dabei auch wissenschaftlich grundlegende Arbeitsweisen vernachlässigen. Häufig spielen hierbei politische oder wirtschaftliche Vorgaben und Interessen eine Rolle. Die Verwendung dieser negativ verwendeten Zuschreibung impliziert ein klares, diese Art der Forschung ablehnendes Werturteil.
In der Zeit des Nationalsozialismus gab es in Deutschland das Institut für wehrwissenschaftliche Zweckforschung des SS-Ahnenerbes, insofern wird der Begriff Zweckforschung seit 1945 als institutioneller Name nur noch selten geführt. Verbreitet sind hingegen die Begriffe Angewandte Forschung oder Anwendungsforschung sowie in Teilbereichen Verfahrungs- oder Erzeugnisforschung.